# Котолиева, Мария Сергеевна
Мария Сергеевна Котоли́ева (24 апреля 1931, с. Ногир, Северо-Осетинская АССР, РСФСР, СССР — 13 июля 2019) — осетинская оперная певица (меццо-сопрано), педагог. Заслуженная артистка РСФСР (1967). Народная артистка Северо-Осетинской АССР. Ученица выдающегося педагога, создателя осетинской вокальной школы Фриды Нусиновой.

## Биография
Родилась 24 апреля 1931 года в селе Ногир в Северной Осетии.
Училась в Орджоникидзевском музыкальном училище на вокальном отделении у оперной певицы  Фриды Вениаминовны Нусиновой. М. Котолиева вспоминала: «Фрида Вениаминовна Нусинова – шикарный, очень грамотный педагог. Когда она услышала, как я пою, сказала: «Я ее возьму». Фрида Вениаминовна была мне как вторая мать. В буквальном смысле она меня одевала, обувала, опекала. Мне очень повезло, что именно она стала моим педагогом».
В 1953—1958 годах обучалась в Московской консерватории.
По окончании консерватории, принята в Северо-Осетинский музыкально-драматический театр. Одновременно являлась солисткой Северо-Осетинской государственной филармонии.
Преподавала на вокальном отделении Владикавказского музыкально-педагогического колледжа.
Умерла 13 июля 2019 года.

## Партии
- «Кармен» Ж. Бизе — Кармен
- «Евгений Онегин» П. Чайковского — Няня
- «Оллана» И. Габараева — Кошер
- «Коста» Х. Плиева — Женщина
- и другие

## Награды
- Заслуженная артистка РСФСР (25 августа 1967 года).
- Народная артистка Северо-Осетинской АССР (1960)
- Заслуженная артистка Северо-Осетинской АССР
- Медаль «Во славу Осетии» (13 октября 2017)[4]